# Сухонская улица (Москва)
Су́хонская улица — улица в Москве. Названа по реке Сухона, протекающей в Вологодской области, в 1978 году, по существовавшей до 1991 года в столице традиции привязки географии России и стран постсоветского пространства к географии Москвы.

## Расположение и описание
Располагается в Северо-Восточном административном округе, районы Северное Медведково и Южное Медведково, между проездами Шокальского и Дежнёва. Пересекается с улицей Молодцова, граница между муниципальными районами. Протяжённость улицы составляет около 1,2 км.
Движение транспорта — по двум полосам в каждую сторону. Асфальтовое покрытие.

## Общественный транспорт
По части улицы от проезда Дежнёва до ул. Молодцова пролегает электробусный маршрут № 649 «Осташковская улица — Ясный проезд», а всю трассу улицы проходит автобусный маршрут № 346 Платформа «Лось» — Раево, движение в одну сторону, от проезда Дежнёва к проезду Шокальского.
На проезде Дежнёва у дома № 2 находится остановка «Сухонская улица» (трамвай № 17. автобусы № 124, 181, 238, 238к, 605, 696, 880, 928, н6, с15).

## Особенности
Подавляющее большинство зданий (в том числе все жилые дома) находятся только по нечётной (западной) стороне улицы, по другой стороне проходит рекреационная зона в пойме реки Яузы, в начале улицы там же располагается гаражный кооператив, а в конце место для выгула и дрессировки собак, так называемая «собачья площадка».
На Сухонской улице в районе пересечения её с улицей Молодцова до недавнего времени функционировал небольшой детский парк с несколькими аттракционами. В настоящее время парк закрыт, все аттракционы были вывезены.
На Сухонской улице, дом № 7а, находится крупный компьютерный магазин сети «Ф-Центр». (магазин закрыт на сегодняшний день)

## Учреждения и организации
- Дом 1, строение 2 — кондитерский цех «Равер»;
- Дом 3А — детский сад № 1255;
- Дом 3 — школа № 233;
- Дом 7 — коммунальная служба «Лаола», СВАО, Южное Медведково;
- Дом 7А — магазин «Волшебный мир компьютеров» (Ф-Центр);
- Дом 9 — универсам «Перекресток» (фактически находится со стороны ул. Молодцова);
- Дом 11 — ДЕЗ ОДС и жилищный отдел (СВАО, Северное Медведково);
- Дом 13 — Школа № 967 с кадетским уклоном («Пентагон»);
- Дом 15 — Парикмахерская, Универсам «Пятерочка», ремонт обуви.

## Галерея

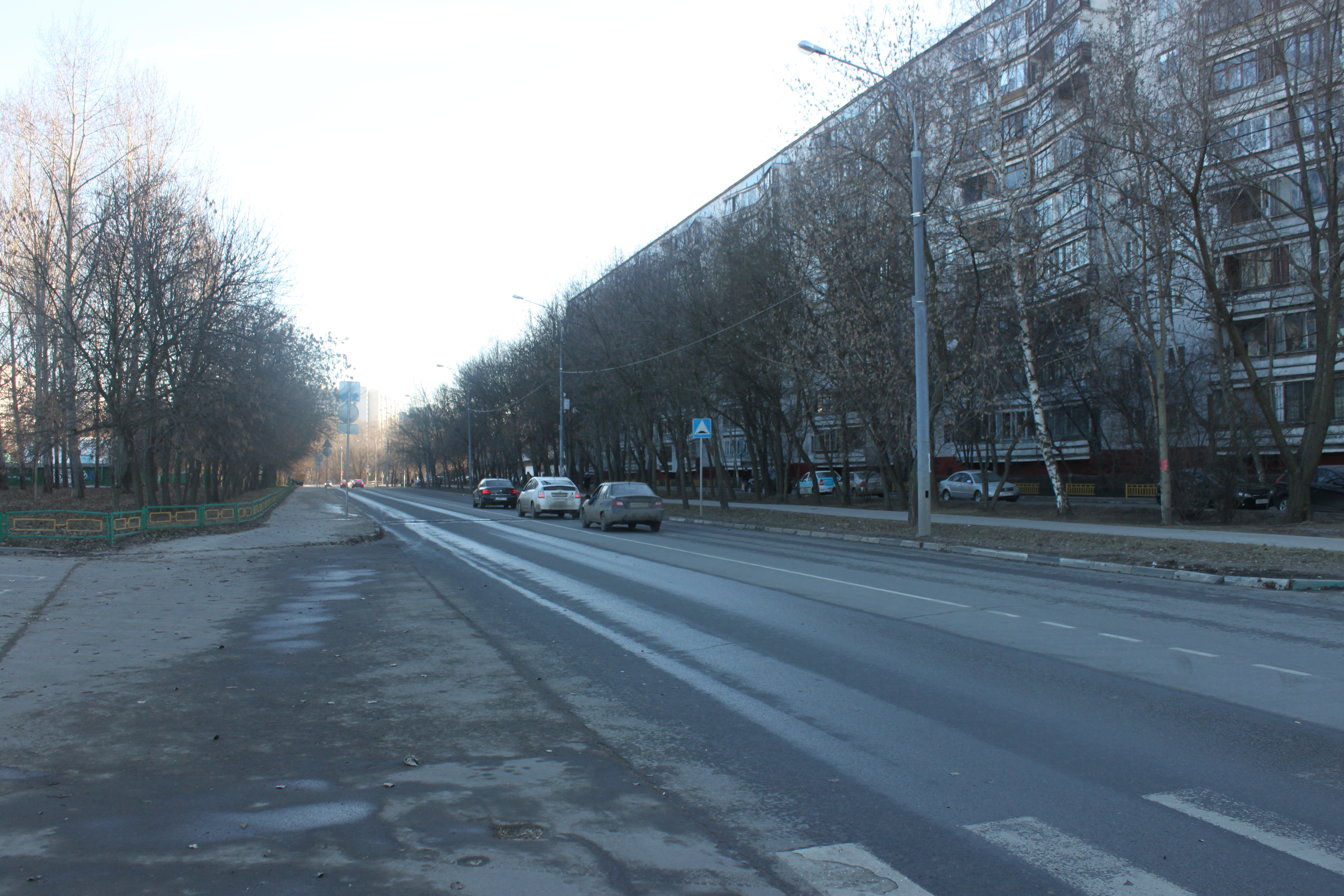
Вид в сторону проезда Дежнёва
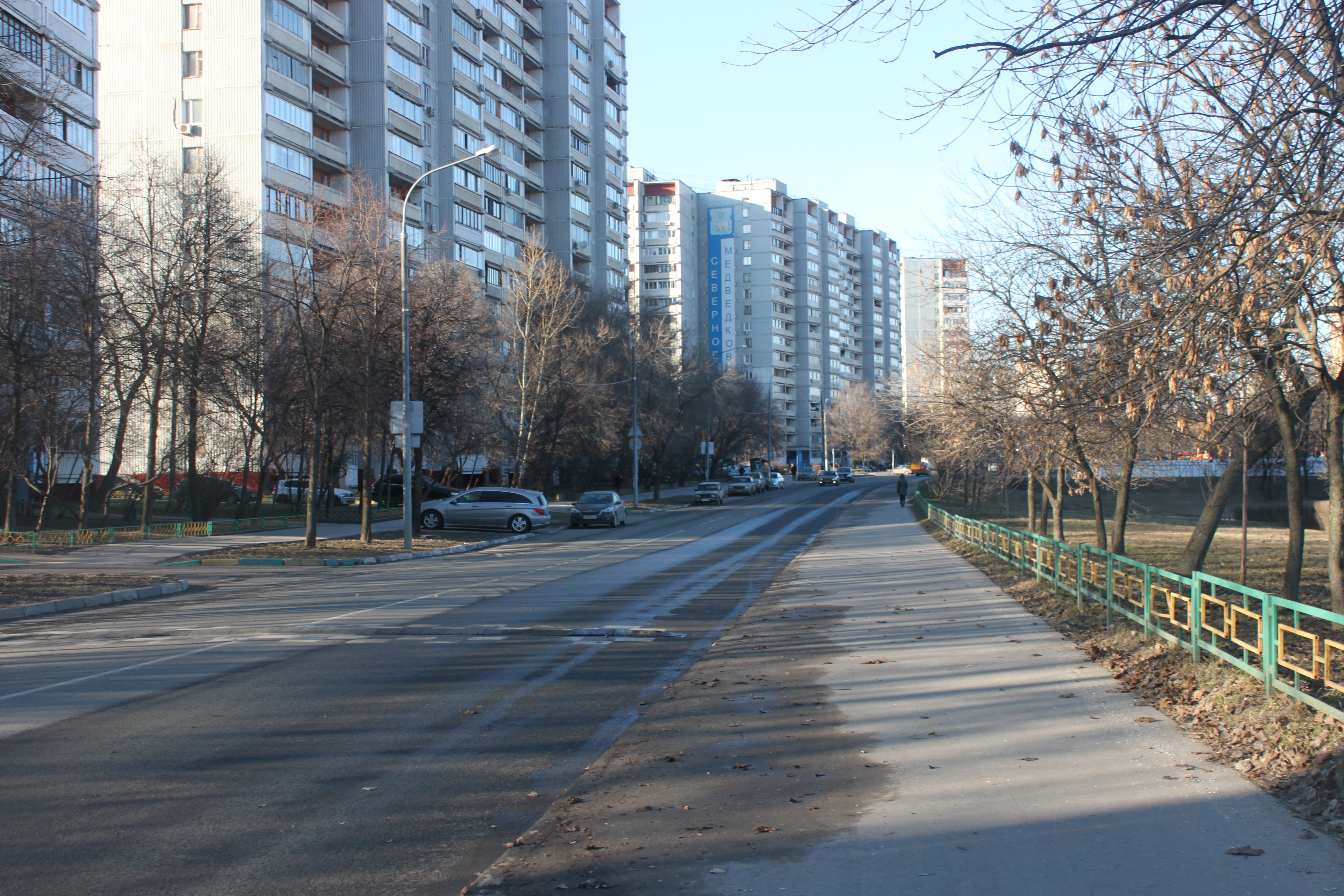
Вид в сторону улицы Молодцова